# Osnovna šola Cankova
Osnovna šola Cankova je osrednja izobraževalna ustanova v Občini Cankova. Obsega osnovno šolo, ki izvaja program devetletke in vrtec. Ustanovitelj Osnovne šole Cankova je Občina Cankova.

### Šolski prostor
Učno-vzgojne dejavnosti potekajo v šolski stavbi, ki obsega 14 učilnic, tehnično učilnico in delavnico, naravoslovno učilnico, gospodinjsko učilnico in kabinet za pouk gospodinjstva, računalniško učilnico, knjižnico, 9 kabinetov, 3 pisarne (ravnateljica, tajnica, pedagoginja), zbornico, 2 garderobi in jedilnico s kuhinjo.
Športno – vzgojne dejavnosti izvajamo v telovadnici, ki je prostorsko ločena od šole.  Ob šoli pa so igrišča

### Ravnateljica in število učencev
Ravnateljica je Jolanda Maruško. 
V šolskem letu 2009/10 bo  zavod obiskovalo skupaj 185 učencev.  

### Šolski okoliš
obsega vse  vasi občine Cankova in vasi Fikšinci, Beznovci in Ropoča. Šolski prostor je določen z aktom o ustanovitvi, v okviru katerega šola prevzema odgovornost za učence. Sestavlja ga šolska zgradba z igriščem.
Vasi Občine Cankova:
Cankova, Domajinci, Gerlinci, Gornji Črnci, Korovci, Krašči, Skakovci in Topolovci.